# Caso Siracusa-Perugia
Il caso Siracusa-Perugia è una vicenda di illecito sportivo avvenuta nel Campionato di Serie C1 1992-93, tra il Perugia e il Siracusa.

## Vicenda

Luciano Gaucci, presidente del Perugia nel campionato 1992-1993.

Il 25 aprile 1993 era in programma l'incontro di calcio Siracusa-Perugia; i siciliani erano coinvolti in piena lotta per la salvezza, mentre gli umbri si trovavano al secondo posto in classifica, subito dietro al Palermo. L'incontro finì 1-1 con vantaggio degli azzurri con Marcellino, e pareggio umbro siglato da Michele Gelsi su calcio di punizione, che venne a lungo contestato dai padroni di casa, in quanto un giocatore del Siracusa subì un fallo al limite della propria area di rigore, avvenuto dal contrasto con due calciatori umbri. Tra l'incredulità generale, l'arbitro concesse il fallo agli ospiti, e non soddisfatto fece ripetere più volte la battuta fino a quando il calciatore ospite (uno specialista sui calci da fermo) realizzò il pareggio, tra le contestazioni veementi dei tifosi di casa.
A fine campionato, gli aretusei vennero retrocessi in Serie C2, mentre i grifoni, arrivarono a pari punti con l'Acireale accedendo allo spareggio-promozione; la gara venne disputata a Foggia il 6 giugno 1993 e vide il successo degli umbri per 2-1, che tornarono così in Serie B dopo 7 anni.
C'era però un problema molto serio: da diverso tempo, infatti, i risultati del Perugia erano messi in discussione. In alcune interviste, i presidenti delle squadre di Chieti e Ischia Isolaverde facevano riferimento a risultati positivi ottenuti dagli umbri in maniera, a loro dire, molto sospetta. Tra le partite citate figuravano Reggina-Perugia 0-1 e Casarano-Perugia 2-3.
In seguito il Presidente federale Antonio Matarrese ritenne opportuno intervenire, affermando:
Le due partite erano appunto Siracusa-Perugia 1-1 e Perugia-Nola 4-1. Entrambe le partite erano state dirette dall'arbitro marchigiano Emanuele Senzacqua della sezione di Fermo (a detta delle squadre avversarie) piuttosto male.
Dalle indagini in corso, risultò che il direttore di gara di Siracusa-Perugia era un grande appassionato di ippica ed emerse, così, un grave retroscena: Luciano Gaucci, presidente umbro, andò due volte fino a Petritoli, paese natale dell'arbitro Senzacqua, in provincia di Fermo. Incontri non casuali, come ha tentato di far credere in aula il direttore di gara, ma cercati, voluti, organizzati per telefono. Il primo all'interno di un ristorante, dove fu definita la vendita del cavallo Veyer per quindici milioni dalle scuderie di Gaucci a quelle del suocero di Senzacqua, il secondo, (giorno 22 aprile, tre giorni prima della gara contro il Siracusa), in un pranzo consumato direttamente a casa dell'arbitro. 
Per difendersi, davanti agli inquirenti, Luciano Gaucci dichiarò:
Alla fine dell'inchiesta, venne accertato che il presidente del Perugia, e proprietario di una scuderia ippica, aveva dato in donazione un cavallo al suocero dell'arbitro nonché l'aver pranzato tre giorni prima della partita con lo stesso Senzacqua. Il quale, una volta sentito dalle forze dell'ordine, confessò il tentativo di illecito sportivo commesso dal dirigente perugino.
A quel punto sembrava fosse l'Acireale ad aver diritto alla promozione in Serie B al posto degli umbri, ma la società siciliana finì a sua volta sotto inchiesta a causa della partita Ischia Isolaverde-Acireale, giocata il 6 dicembre 1992 e terminata 0-0.
Il 22 luglio, però, dopo un'accurata inchiesta, la Commissione Disciplinare stabilì che quella partita era stata disputata in maniera regolare e senza alcun illecito, quindi, l'Acireale fu ammesso a disputare il Campionato di Serie B 1993-1994.

## Sentenze della Giustizia Sportiva
In seguito a questo episodio, vennero emesse dalla Commissione Disciplinare della Lega Calcio di Serie C (30 giugno 1993) e confermate in appello dalla CAF (9 luglio 1993) le seguenti sentenze:
- Perugia: revoca della promozione in Serie B, con conseguente ripescaggio dell'Acireale (giunta terza dopo lo spareggio).
- Luciano Gaucci (presidente Perugia): 3 anni di squalifica.

Da notare che il Siracusa venne ripescato in C1 a causa del fallimento di sette società: Casertana, Catania, Messina, Ternana, Vis Pesaro, Arezzo (a campionato in corso) e Taranto.